# Escola de la praxi
L'escola de la praxi és un corrent del marxisme que va triomfar a Iugoslàvia durant la dècada dels 60. El seu nom ve de la pretensió d'actualitzar els postulats clàssics comunistes amb la realitat del país. Un dels òrgans principals d'expressió va ser la revista Praxis. Alguns dels seus representants més cèlebres van ser Gajo Petrović, Milan Kangrga i Mihailo Marković. Van impulsar una escola d'estiu a Korčula on s'ensenyaven les idees principals d'aquest corrent. Posteriorment s'hi van afiliar Branko Bošnjak i Mihailo Marković, entre d'altres.

## Idees fonamentals
Els seus seguidors consideraven que Lenin i després Stalin s'havien allunyat de les idees de Marx i que havien imposat una deriva autoritària i partidista a les tesis marxistes originàries, que calia recuperar i adaptar al present. Fomentaven el criticisme social i l'oposició al govern oficial iugoslau, a qui acusaven de seguir la mateixa deriva que denunciaven a la URSS. Aquest criticisme era per a ells l'essència de la filosofia i de l'home conscient, que supera l'alienació que l'imposa el sistema capitalista. Per això van incorporar idees de l'existencialisme francès. Per aquest afany crític van ser perseguits per les autoritats i Praxis va ser censurada en diverses ocasions.